# Claus Spahn

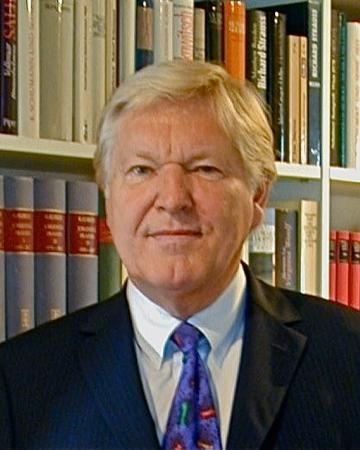
Claus Spahn, Köln 2005

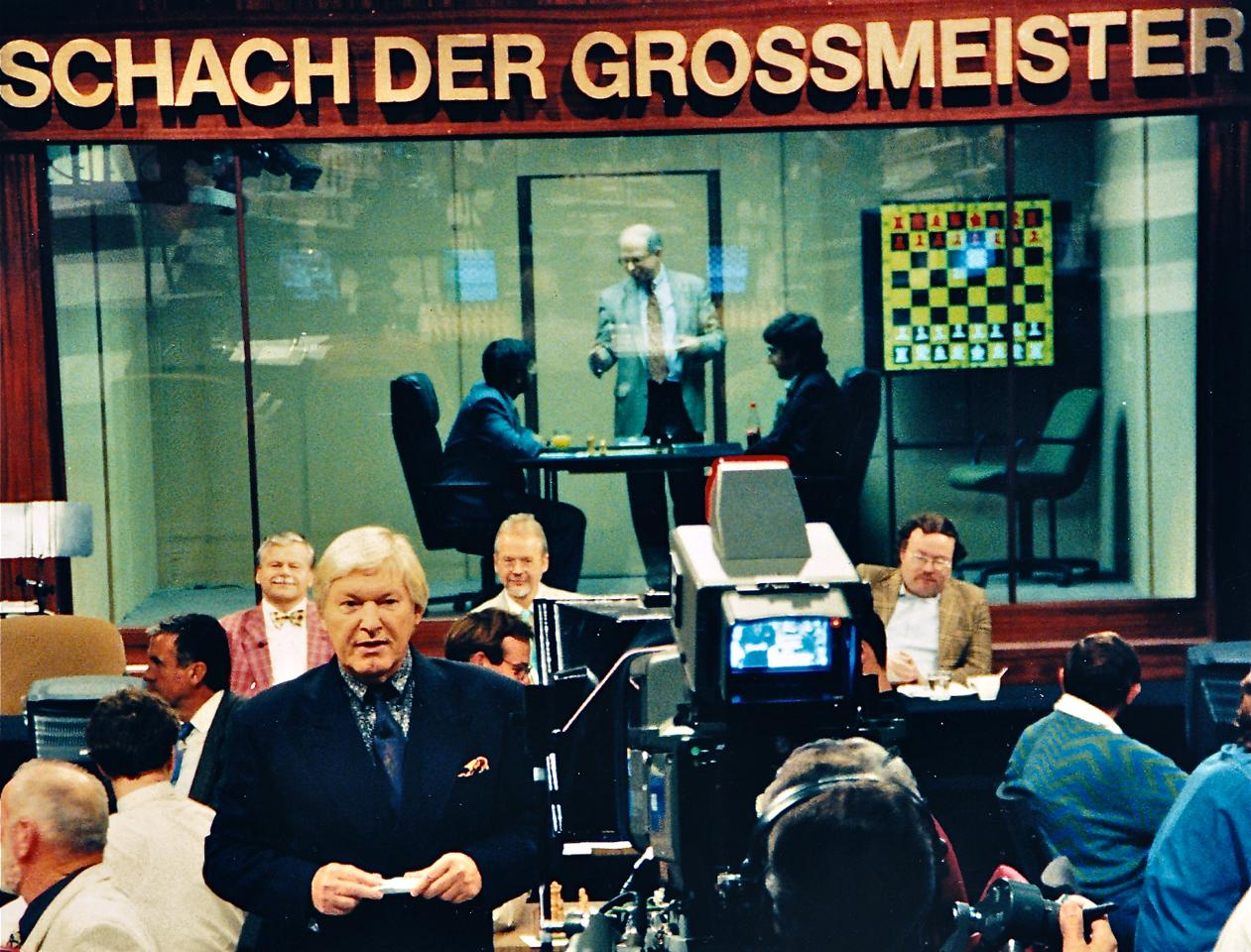
Claus Spahn moderierte 1996 die TV-Sendung Schach der Großmeister mit Viswanathan Anand und Wladimir Kramnik, Foto WDR.

Claus Spahn (* 15. Mai 1940 in Bottrop) ist ein deutscher Journalist und Autor. Er war Fernseh-Redakteur des WDR, Moderator und Produzent und wurde 2001 mit dem Bundesverdienstkreuz ausgezeichnet. Er ist seit 1990 mit der Kommunikationswirtin Renate-Beatrice Piesker verheiratet. Er hat eine Tochter, Christiane Spahn-Rempen. Sein Bruder ist der Fernsehmoderator und Journalist Thomas Spahn.

## Leben
Nach dem Abitur am Städtischen Jungengymnasium Bottrop studierte Spahn Theatergeschichte, Germanistik, Philosophie und Kunstgeschichte an der Universität zu Köln und wurde 1969 mit der Dissertation Die Theatergeschichte des Ruhrgebiets bis 1933 zum Dr. phil. promoviert. Von 1969 bis 2005 war er Fernsehredakteur des WDR. Er produzierte zahlreiche Sendereihen, Porträts, Dokumentationen sowie Sendungen zur Kultur und Kulturpolitik.
National und International machte er sich mit Schachsendungen einen Namen. Von 1983 bis 2005 moderierte er die jährliche Livesendung Schach der Großmeister, in der unter anderem Anatoli Karpow, Viswanathan Anand und Wladimir Kramnik um einen Fernsehpokal spielten. Aufgrund seiner Initiative und unter seiner Leitung brachte das Westdeutsche Fernsehen regelmäßig Sendungen von den Schachweltmeisterschaften und den Dortmunder Schachtagen.

## Sendereihen/Filme (Auswahl)

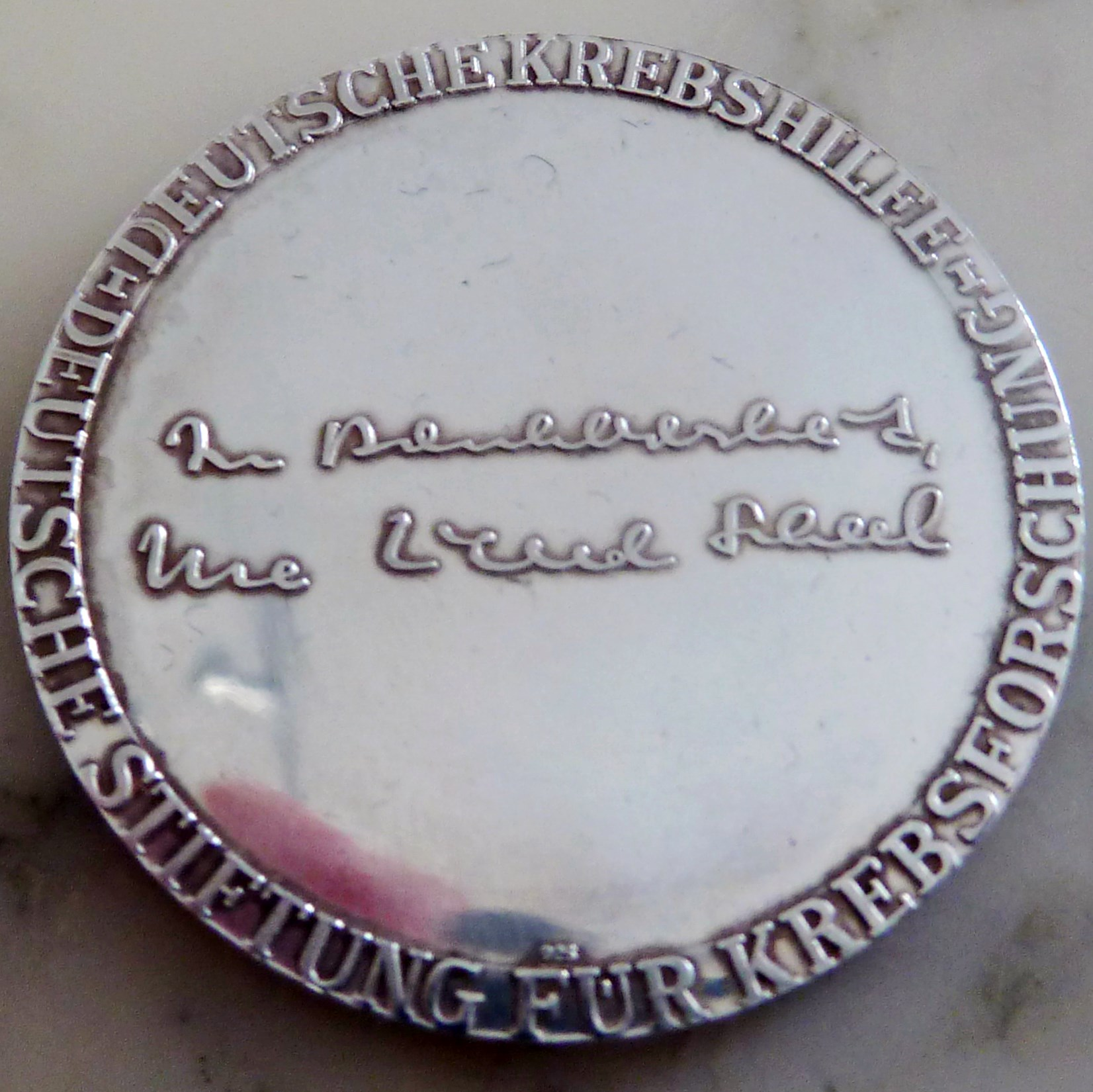
Silbermedaille der Deutschen Krebshilfe (1978)

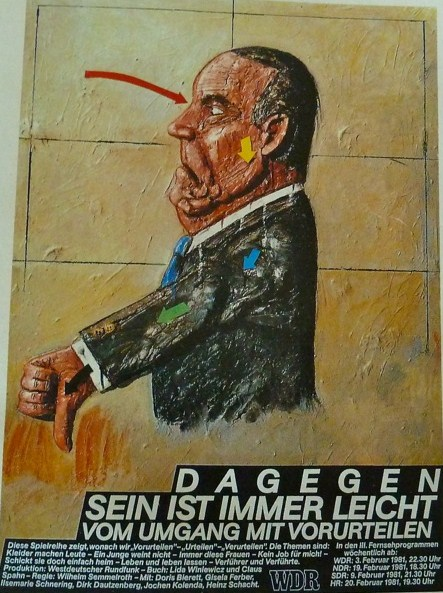
Plakat von Heinz Edelmann zur Serie Dagegen sein ist immer leicht (Claus Spahn, WDR 1981).

Spahn schrieb und produzierte unter anderem die Sendereihen Der Elternführerschein (1976) und Niemand soll der Nächste sein (1978), wofür er von Mildred Scheel die Silber-Medaille der Deutschen Krebshilfe erhielt. Mit Lida Winiewicz schrieb Spahn die zwölfteilige Fernsehserie Wenn die Liebe hinfällt (1978), mit u. a. Ruth Maria Kubitschek, Brigitte Mira, Dirk Dautzenberg und Gudrun Landgrebe in einer ihrer ersten Fernsehrollen.
Für die Fernsehserie zum Bundesdatenschutzgesetz Computer können nicht vergessen erhielt Spahn den Deutschen Industriefilmpreis 1978. Mit der Serie Keine Angst vorm Fliegen (1979) begründete Spahn mit Rainer Pieritz in Deutschland die Seminare zum Abbau der Flugangst. In dieser Serie wirkte Rudolf Braunburg als Flugkapitän mit.
In der Fernsehserie Endlich 18 – und was nun? – mit Thomas Gottschalk –, die Spahn mit Hansjörg Martin für den WDR schrieb, hatte Dietmar Bär 1982 seinen ersten Fernsehauftritt. Mit Hansjörg Martin schrieb und produzierte Spahn auch die Sendereihe Und die Moral von der Geschicht, mit u. a. Achim Strietzel. Hier hatten die späteren Lindenstraßenstars Georg Uecker und Christian Kahrmann ihre ersten Fernsehauftritte.
Mit Lida Winiewicz schrieb und produzierte Spahn 1982 auch die mehrteilige Fernsehserie "Reden muß man miteinander" mit Ilsemarie Schnering, Erik Schumann, Uwe Dallmeier und Günther Jerschke, Regie Wilhelm Semmelroth. Die Serie gilt nach der Quelle TV als Vorläufer der Lindenstraße! Das gleichnamige Begleitbuch schrieb Spahn mit Rainer Pieritz.
Mit Eckart Hachfeld schrieb Spahn die Spielserie Die falschen Fuffzger, mit Dieter Hildebrandt, Achim Strietzel, Jutta Kammann, Günther Jerschke u. v. a. Regie: Wilhelm Semmelroth. Semmelroth inszenierte auch die Sendereihe von Spahn/Winiewicz Dagegensein ist immer leicht mit u. a. Dirk Dautzenberg.

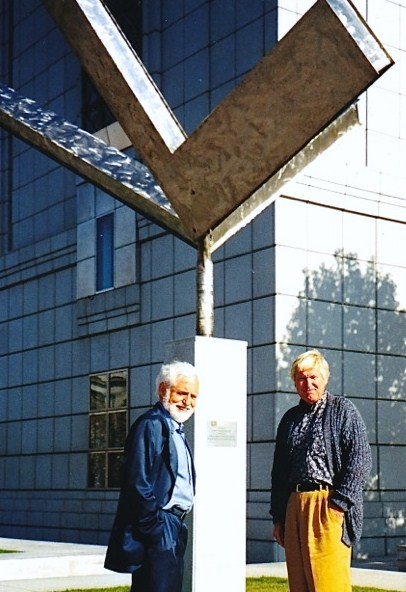
Djerassi und Spahn 2000 bei den Dreharbeiten, vor einer Skulptur von George Rickey, die Djerassi der Bibliothek von San Francisco geschenkt hat.

Mit Thomas Woitkewitsch schrieb Spahn die Spielserie Mensch ärgere dich doch, mit Elisabeth Volkmann, Helen Vita, Inge Wolffberg, Karl-Michael Vogler, Gerd Vespermann u. v. a. Das gleichnamige Fernsehbegleitbuch veröffentlichte Spahn mit Rainer Pieritz im Kösel-Verlag. Günter Pfitzmann, Günther Jerschke und Brigitte Mira waren die Hauptdarsteller in der mehrteiligen Spielserie Jeder kann für sich was tun, von Spahn/Woitkewitsch. Das gleichnamige Begleitbuch von Werner Thumshirn erschien im Goldmann Verlag.
Claus Spahn entwickelte und verantwortete 1988/1989 auch die WDR-Fernseh Sonntagsshow WDR Publik; die spätere WDR Sommershow Hollymünd. In dieser Information- und Unterhaltungsshow wurden über Jahre interessante Persönlichkeiten und Sänger/-innen live in Köln-Bocklemünd vor Publikum vorgestellt und war vor allem eine Experimentierbühne für junge Talente und Moderatoren.
Mit seiner 26-teiligen Sendereihe Puzzle – Ein Denkspiel für 3xKluge konzipierte und schrieb Spahn eine ganz neue Art von Quizshow. Hier konnten drei Kandidaten – Brigitte Hamann, Franz Herre und Paul Naredi-Rainer – in jeweils drei Minuten vor Studiopublikum die Fragen nach Politik, Musik, Literatur, Geisteswissenschaften, Technik und Malerei miteinander beraten und schließlich beantworten. Die sechs Fragen wurden von verschiedenen Künstlern demonstriert, musiziert oder gespielt und bezogen sich auf einen Zeitraum von je 20 Jahren, wie 1750–1770 oder 1910–1930. Nach einer Stunde war von den 3xKlugen ein Bild/Gemälde der zwanzigjährigen Epoche „erpuzzelt“. Die WDR-Serie war ein großer Erfolg und wurde seit 1984 fast 15 Jahre produziert, die drei 3xklugen wurden durch sie populär!
In den Jahren 1991/1992 produzierte Spahn mit Nina Hagen und Dirk Bach als Moderatoren, die mehrteiligen Sendereihen Funny Girls und Funny Boys, in denen Stars wie Grethe Weiser, Trude Herr, Evelyn Künneke, Helen Vita, Brigitte Mira, so wie Harald Juhnke, Theo Lingen, Diether Krebs, Georg Thomalla, Otto, Willy Millowitsch und anderen unterhaltsam porträtiert wurden. Die Texte der Moderatoren verfasste Thomas Woitkewitsch.
Als Autor und Regisseur produzierte Spahn u. a. über Carl Djerassi, den Chemiker, Autor, Kunstsammler und „Vater der Pille“, sowie den Schubert-Forscher Otto Erich Deutsch – Deutschverzeichnis – zwei eindrucksvolle Porträts.

## Produzent/Regisseur WDR (Auswahl)
- Rudolf Augstein für den Bundestag? 1971, Regie: Claus Spahn
- Literaturnobelpreis für Heinrich Böll – Laudator: Hans Mayer, 1972
- Der neue Generalbundesanwalt – Siegfried Buback, 1974, Regie: Claus Spahn
- Was würden Sie tun? – mit Guido Baumann, 1981
- Fußball, Fußball über alles – die WM in Spanien, 1982
- Tourneetheater – Kunst oder was? mit u. a. Jürgen Flimm, 1982
- Rendezvous mit Komet Halley – eine Wiederkehr, 1986
- Nordrhein-Westfalen wird Vierzig – live aus Bonn, 1986
- Der Zorn des Günter Grass – der Friedenspreis für Yaşar Kemal, 1987
- Götterdämmerung im Hause Wagner – mit Nike Wagner, René Kollo, 1987
- Wem gehört Beethovens Achte? 1989, Regie: Eva Weissweiler
- Der Fall Marianne Hoppe, Regie: Carmen-Renate Köper, 1990
- Das Auge der Musik – Der Fotograf Siegfried Lauterwasser, 1990, Regie: Claus Spahn
- Ring um den Ring – Wagner – Ballett von Maurice Béjart, 1990
- Karlheinz Stockhausen – Musik aus Licht, 1990
- Der Schauspieler als Brandstifter – Porträt Ulrich Wildgruber, 1991, Regie: Joachim Dennhardt
- Nicht die Note, sondern der Geist – vom Mozart-Original zur Aufführung, 1991, Regie: Claus Spahn
- Die Spielgefährten des Olymp – die Künstleravantgarde in Barcelona, 1992, Regie: Joachim Dennhardt
- Günter Kunert und die Sächsische Schweiz, 1993
- Helmut Griem: Ein deutscher Hamlet, 1994, Regie: Helmar Harald Fischer
- Dieter Kühn – Kein Zimmer mit Seeblick, 1994
- Tage und Nächte steigen aus dem Strom – mit Lothar-Günther Buchheim, 1995
- Vom Handwerk der Schauspielkunst: Der Charakterdarsteller Otto Sander, 1995, Regie: Helmar Harald Fischer
- Ordnung ist das ganze Leben – mit Ludwig Harig, 1996
- China – Bilder aus dem Roten Reich, 1996
- Der Hexer – der Filmproduzent Horst Wendlandt, 1996
- Wie macht man einen Literaturnobelpreisträger? – Wislawa Szymborska, 1996
- Von Ostfriesland und Mallorca – Die zwei Leben des Hansjörg Martin, 1996, Regie: Heinz Trenczak
- Warten auf Dunkelheit, Warten auf Licht: Ivan Klima in Prag, 1996, Regie Helmar Harald Fischer
- Maskeraden – Harry Mulisch und sein Amsterdam, 1996
- Kleiner Mann ganz groß – der Schauspieler Heinz Schubert, 1996
- Von Tasso zum Tatort: Der Schauspieler Bruno Ganz, 1997, Regie: Helmar Harald Fischer
- Ein Deutscher auf Widerruf – Hans Mayer zum 90., 1997, Regie: Claus Spahn
- Die Welt ist doch eine Scheibe – die CD, doch alles digital?, 1997
- Heinrich Böll, Gedenksendung zu seinem 80. – u. a. mit Günter de Bruyn, 1997
- Spatenanstich des "Berliner Museumsanbaus" durch I. M. Pei, 1998, Regie: Claus Spahn
- TV-Kommissare: Ermittlungen im Fernseh-Revier, 1998, Regie: Helmar Harald Fischer
- Eliten – Deutschlands Zukunft?, mit u. a. Hans-Dietrich Genscher, 1998
- Erich Loest – Bautzen ist ein Teil meines Lebens, 1999
- Verführer und Mahner: Will Quadflieg zum 85., 1999, Regie: Helmar Harald Fischer
- Verbrannte Dichter – gelesen von: A. Winkler, V. Ferres, Ch. Quadflieg, O. Sander, 2000
- Mensch Hermann – Sag mir wo die Helden sind, 2001, Buch: Heinrich Pachl, Regie: Joachim Dennhardt
- Ulrich Tukur – ein Portrait, 2001
- Kölns König Ludwig – Museumsdirektor Kasper König, 2003

## Auszeichnungen

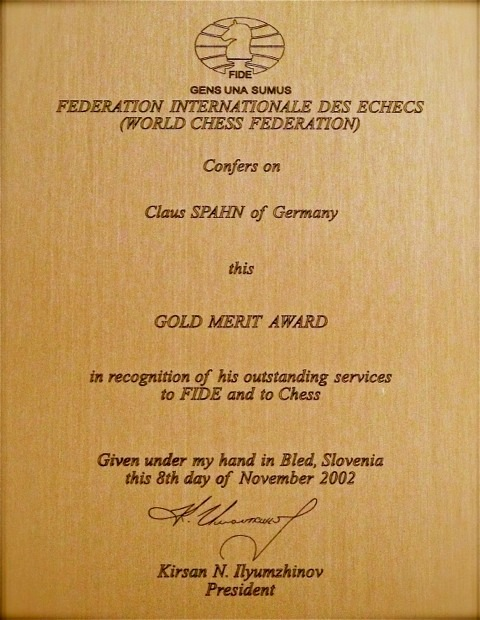
Gold Merit Award der FIDE

1992 wurde Claus Spahn mit dem Ehrenteller des Deutschen Schachbundes ausgezeichnet. Zweimal erhielt er für sein Engagement für den Schachsport den Deutschen Schachpreis (1983/2001)  des Deutschen Schachbundes, die Medaille der Europäischen Schachunion (ECU) und 2002 den Gold Merit Award der Weltschachorganisation FIDE.
Im Jahr 2001 wurde er „für seine langjährige, herausragende journalistische und redaktionelle Leistung“ vom Bundespräsidenten Johannes Rau mit dem Bundesverdienstkreuz am Bande ausgezeichnet.

## Schachspieler

### Schach – Zug um Zug

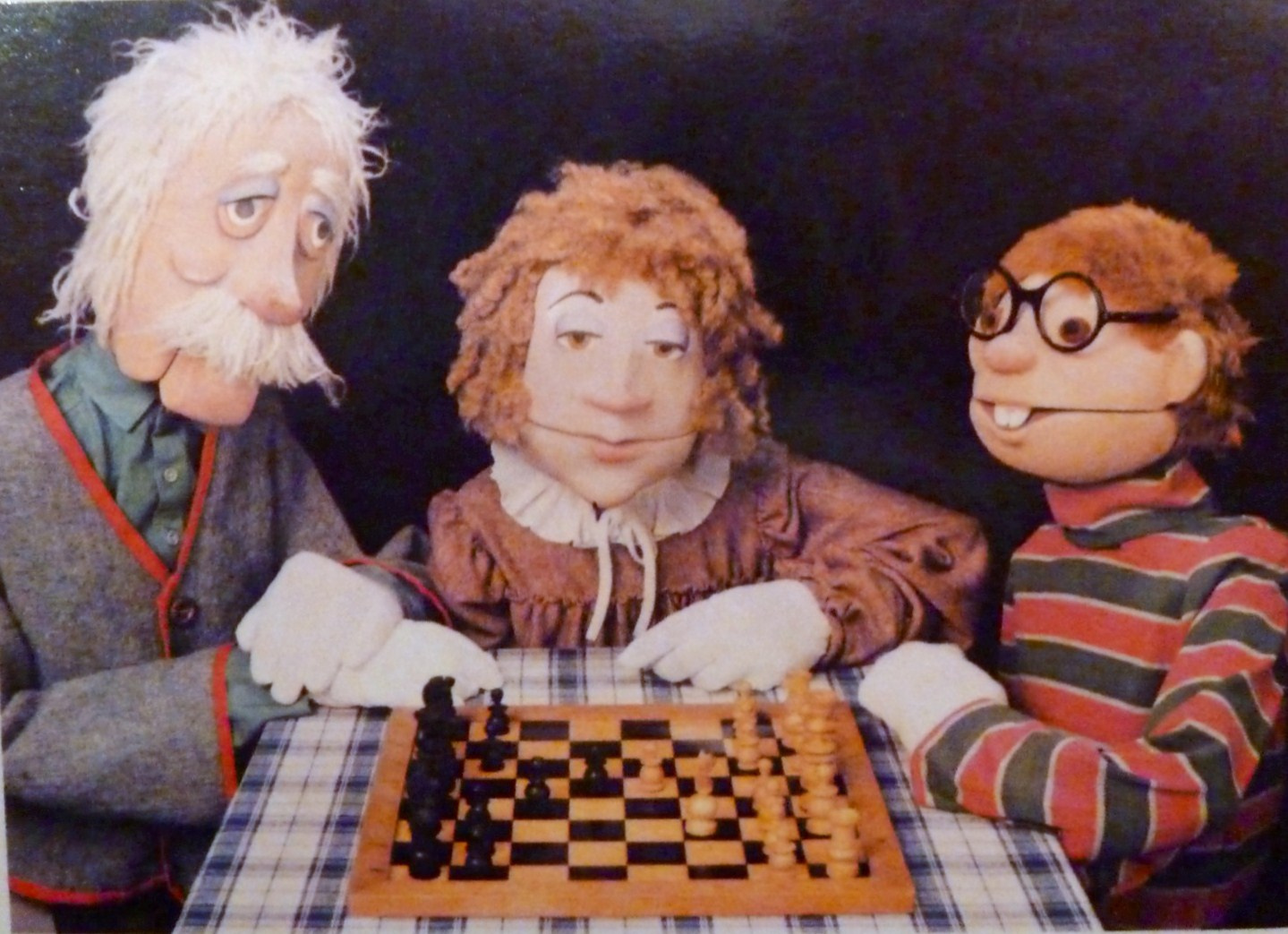
Opa, Tante Bernie und Emil, die Puppen zur Fernsehserie Schach – Zug um Zug

Schach für jedermann. Vom Anfänger zum Turnierspieler
Mit der 30-teiligen Fernsehserie Zug um Zug ... Schach für jedermann konzipierte und produzierte Claus Spahn 1983 im WDR ein erfolgreiches Schachlernprogramm, das mit seinen Puppen – Opa, Tante Bernie, Emil – und dem Schachgroßmeister Helmut Pfleger als Moderator viele Zuschauer zum Schachlernen und Schachspielen einlud.
Nach ihrer erfolgreichen Teilnahme bei den Sendungen Zug um Zug zum Bauerndiplom, Zug um Zug zum Turmdiplom und Zug um Zug zum Königsdiplom konnten und können die Zuschauer beim Deutschen Schachbund ein „Diplom“ erringen. Das Begleitbuch zu den Sendungen Schach – Zug um Zug mit den Prüfungsaufgaben für die Diplome des Deutschen Schachbundes ist heute das offizielle Lehrbuch des Deutschen Schachbundes. Die Sendereihe wird von den verschiedenen Sendern der ARD immer wieder ausgestrahlt.
|   | a | b | c | d | e | f | g | h |   |
| 8 |   |   |   |   |   |   |   |   | 8 |
| 7 |   |   |   |   |   |   |   |   | 7 |
| 6 |   |   |   |   |   |   |   |   | 6 |
| 5 |   |   |   |   |   |   |   |   | 5 |
| 4 |   |   |   |   |   |   |   |   | 4 |
| 3 |   |   |   |   |   |   |   |   | 3 |
| 2 |   |   |   |   |   |   |   |   | 2 |
| 1 |   |   |   |   |   |   |   |   | 1 |
|   | a | b | c | d | e | f | g | h |   |

Claus Spahn – Erwin Peters (Köln)
Spahn setzte in vier Zügen matt.

### Hobbyspieler
Claus Spahn spielte Schach nie im Verein, gilt aber als guter Hobbyspieler. Seine Begeisterung für das Spiel war die Grundlage seines Engagements für den Schachsport. Spahn ist Ehrenmitglied der Karpow Schachakademie Rhein-Neckar.
In einer freien Partie mit Erwin Peters (Köln) entstand nebenstehende Stellung, in der Spahn am Zug in spätestens vier Zügen mattsetzte.